# Collyris dohrni
Collyris dohrni (лат.) — вид жуков-скакунов рода Collyris из подсемейства Cicindelinae (триба Collyridini). Южная Азия.

## Распространение
Встречаются в Южной Азии: Шри-Ланка.

## Описание
Жуки-скакуны среднего и крупного размера с крупными глазами (24—26 мм). Очень крупный вид, полностью чёрный с фиолетовым отблеском; более удлиненный, чем Collyris longicollis, в основном за счёт длинной переднеспинки, более равномерно и менее суженной к воротнику, эта его часть умеренно выражена; бёдра красновато-тёмные. Тело тонкое стройное, ноги длинные. Верхняя губа трапециевидной формы с 7 зубцами, 2 крайние отделены от центральной группы глубокой выемкой. Переднеспинка удлинённая. Надкрылья узкие. Задние крылья развиты, при опасности взлетают. Обитают на стволах деревьев и кустарников. Биология и жизненный цикл малоизучены.

## Классификация
Вид был впервые описан в 1860 году под названием Cicindela Dohrnii Chaudoir, 1860 по типовым материалам с острова Шри-Ланка (Dohrn, Ceylon). Также рассматривался в качестве подвида Collyris longicollis Dohrni (Chaudoir). Валидный статус подтверждён в ходе ревизии, проведённой в 1994 году французским энтомологом Roger Naviaux (1926–2016).